# Евдокимов, Олег Григорьевич
Оле́г Григо́рьевич Евдоки́мов (бел. Алег Рыгоравіч Еўдакімаў; род. 25 февраля 1994, Минск) — белорусский футболист, полузащитник гродненского «Немана». Выступал за сборную Беларуси.

## Карьера

### Клубная
С 2011 года выступал за дубль футбольного клуба «Минск». В сезоне 2013 стал проходить и в основной состав команды. Дебютировал за «Минск» в Высшей лиге 7 июля 2013 года в матче с «Неманом» (2:0). 6 октября того же года забил свой первый гол за «Минск», установив окончательный счет в матче с брестским «Динамо» (3:1).
В межсезонье 2013/14 играл за фарм-клуб «Минск-2», но сезон 2014 начал в дубле «Минска». В мае 2014 года был переведен в «Минск-2», в его составе провел в Первой лиге 25 матчей и забил 4 гола.
После сезона 2014 «Минск-2» прекратил существование, и в январе 2015 года Олег вернулся в состав «Минска». В сезоне 2015 сумел закрепиться в основном составе минской команды на позиции центрального полузащитника. В сезоне 2016 обычно выступал в качестве левого полузащитника, а в сезоне 2017 использовался на различных позициях в центре поля.
В январе 2019 года подписал контракт с «Неманом». В составе гродненской команды стал игроком основы. В декабре 2019 года по истечении срока действия контракта покинул «Неман» и вскоре вернулся в «Минск», подписав однолетний контракт.
Первый матч с клубом сыграл 22 марта 2020 года против «Белшины», где игрок вышел в стартовом составе. Футболист сразу же закрепился в основной команде. Первый гол забил 6 июня 2020 года в матче против брестского «Динамо». Второй гол футболист записал на свой счёт 22 ноября 2020 года против «Витебска». В январе 2022 года продлил контракт с клубом. Сезон 2022 года начал с поражения в минском матче против «Динамо». В июле 2022 года покинул клуб, в общей сложности проведя за клуб 175 матчей в Высшей Лиге, тем самым став вторым рекордсменом минчан по сыгранным матчам.
В июле 2022 года перешёл в казахстанский «Туран».
В феврале 2023 года перешёл в минское «Динамо». Дебютировал за клуб 18 марта 2023 года в матче против «Ислочи». В июле 2023 года покинул минский клуб, расторгнув контракт по соглашению сторон.
В июле 2023 года футболист перешёл в гродненский «Неман».

### Международная
В 2013—2016 годах выступал за молодёжную сборную Беларуси.
1 июня 2017 года дебютировал за национальную сборную Беларуси, проведя на поле первый тайм товарищеского матча против Швейцарии (0:1).

## Статистика
| Сезон       | Дивизион | Клуб    | Страна                    | Матчи | Голы |
| ----------- | -------- | ------- | ------------------------- | ----- | ---- |
| 2011        | дубль    | Минск   | Флаг Беларуси (1995—2012) | 23    | 1    |
| 2012        | дубль    | Минск   | Флаг Беларуси             | 18    | 1    |
| 2013        | Д1       | Минск   | Флаг Беларуси             | 5     | 1    |
| 2014 (нач.) | дубль    | Минск   | Флаг Беларуси             | 3     | 0    |
| 2014        | Д2       | Минск-2 | Флаг Беларуси             | 25    | 4    |
| 2015        | Д1       | Минск   | Флаг Беларуси             | 25    | 0    |
| 2016        | Д1       | Минск   | Флаг Беларуси             | 26    | 3    |
| 2017        | Д1       | Минск   | Флаг Беларуси             | 29    | 2    |
| 2018        | Д1       | Минск   | Флаг Беларуси             | 29    | 1    |
| 2019        | Д1       | Неман   | Флаг Беларуси             | 27    | 1    |
| 2020        | Д1       | Минск   | Флаг Беларуси             | 23    | 3    |

## Достижения
«Неман» Гродно
- Обладатель Кубка Беларуси (2): 2023/24, 2024/25